# كين بيب
كين بيب (بالإنجليزية: Ken Pape)‏ هو لاعب كرة قاعدة أمريكي، ولد في 1 أكتوبر 1951 في سان أنطونيو في الولايات المتحدة.

## وصلات خارجية
- كين بيب على موقعبيزبول رفرنس.كوم (الدوري الرئيسي) (الإنجليزية)